# Умные композиты
«Умные» композиты иначе самоорганизующиеся системы (англ. smart composites) — особым образом структурированные системы, состоящие из подсистем считывания внешнего сигнала (воздействия), его обработки, исполнения некоторого действия (функциональный отклик), механизмов обратной связи, самодиагностирования и самовосстановления (в случае обратимости).

## Описание
Каждый элемент такой системы имеет определенную функциональность, которая реализуется соответствующими свойствами разрабатываемых с этой целью перспективных материалов. Вся система структурирована таким образом, чтобы выполнить самоконтролируемое «умное» действие, подобное функционированию живого организма, способного «принимать решение и совершать действие».
Известными примерами «умных» материалов, на основе которых можно сконструировать подобную систему, являются:
- сплавы и полимеры с памятью формы, которые деформируются и затем восстанавливают свою форму при изменении температуры или напряженности магнитного поля;
- pH-чувствительные полимеры, которые набухают или коллапсируют при изменении кислотности окружающей среды;
- термочувствительные полимеры, которые изменяют свои свойства при изменении температуры внешней среды;
- галохромные, электрохромные, термохромные, фотохромные материалы, которые изменяют цвет (пропускание) при * изменении кислотности среды, приложенного напряжения электрического поля, температуры среды, облучении светом соответственно;
- неньютоновские жидкости, которые изменяют свою вязкость вплоть до потери текучести при изменении величины приложенной скорости сдвига.

Достигнутые в последнее время успехи в области создания функциональных наноматериалов и «умных» систем посредством управления их структурной и композиционной организацией по принципу «снизу-вверх», основанные, в том числе, на разработанных ранее молекулярных, нано- и микроразмерных материалах, являются первым шагом, объединяющим функциональные наноматериалы с логической системой.
Предложено композиты со «встроенными» сенсорами (оптическими, пьезоэлектрическими, акустическими), обеспечивающими мониторинг состояния материала в процессе его производства, испытаний и эксплуатации, относить к «умным» композитам пассивного типа, тогда как композиты, структура которых включает элементы, управляющие поведением конструкции, относят к композитам активного типа. Наиболее известными композитами такого типа являются материалы, содержащие элементы памяти формы или пьезоэлектрические элементы, подавляющие вибрацию.